# هایاشی هیروفومی
هایاشی هیروفومی (به ژاپنی: 林 博史, Hayashi Hirofumi)؛ زادهٔ ۰ آوریل ۱۹۵۵) تاریخ‌نگار اهل ژاپن است. او محقق دربارهٔ مناطق مورد اشغال ژاپن در جنوب شرقی آسیا، جنایات جنگی ژاپن و دادگاه‌های جنایات جنگی از جمله موضوع زنان آسایشگر بوده‌است.